# Canthon maldonadoi
Canthon maldonadoi là một loài bọ cánh cứng trong họ Bọ hung (Scarabaeidae).